# Бужениця Ілля Іванович
Ілля Іванович Бужениця (Буженіца) (нар. 1954, тепер Молдова) — молдавський радянський діяч, 1-й секретар ЦК ЛКСМ Молдавії. Член ЦК КП Молдавії в 1986—1990 роках. Депутат Верховної Ради Молдавської РСР 11-го скликання. Кандидат економічних наук (1991).

## Біографія
У 1976 році закінчив Кишинівський політехнічний інститут імені Сергія Лазо.
У 1976—1977 роках — науковий співробітник Кишинівського політехнічного інституту імені Сергія Лазо.
Член КПРС з 1977 року.
У 1977—1980 роках — завідувач відділу комсомольських організацій, 2-й секретар Фрунзенського районного комітету ЛКСМ Молдавії міста Кишинева.
У 1980—1981 роках — 2-й секретар Кишинівського міського комітету ЛКСМ Молдавії.
У 1981—1982 роках — інструктор відділу комсомольських органів ЦК ВЛКСМ у Москві.
У 1982 — 8 лютого 1984 року — секретар ЦК ЛКСМ Молдавії.
8 лютого 1984 — 29 серпня 1988 року — 1-й секретар ЦК ЛКСМ Молдавії.
У 1988—1991 роках — слухач Академії суспільних наук при ЦК КПРС у Москві.
У 1991 році захистив в Академії суспільних наук при ЦК КПРС у Москві кандидатську дисертацію на тему «Регіональний господарський комплекс як форма усуспільнення соціалістичного виробництва».
Подальша доля невідома.